# Rajon Schlobin

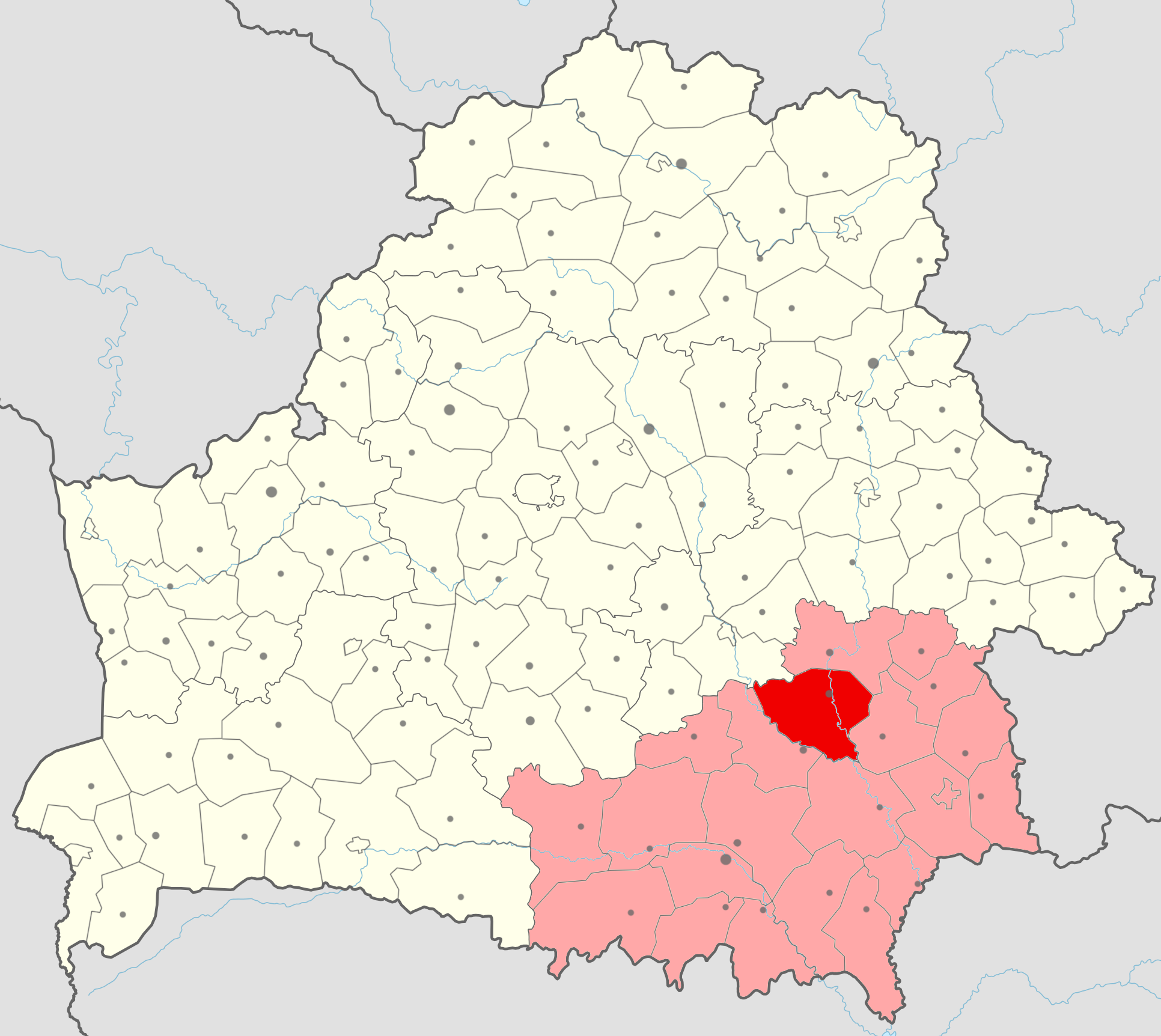
Rajon Schlobin, Karte

Der Rajon Schlobin (belarussisch Жлобінскі раён; russisch Жлобинский район) ist eine Verwaltungseinheit in der Homelskaja Woblasz in Belarus mit dem administrativen Zentrum in der Stadt Schlobin. Der Rajon hat eine Fläche von 2100 km² und umfasst 156 Ortschaften.

## Geographie
Der Rajon Schlobin liegt im Nordosten der Homelskaja Woblasz. Die Nachbarrajone in der Homelskaja Woblasz sind im Norden Rahatschou, im Osten Buda-Kaschaljowa, im Süden Retschyza und im Südwesten Swetlahorsk.